# Georg Essl III.
Georg Essl III. (* 18. Dezember 1931 in Hermagor, Kärnten; † 1. Februar 2022) war ein österreichischer Unternehmer und Erfinder.

## Leben
Georg Essl III. entstammt einer Kaufmannsfamilie. Sein Vater Georg Essl II. (1906–1985) betrieb in Hermagor Groß- und Einzelhandel mit Waren aller Art. 1958 wurde dieses Einzelunternehmen in vier separate Firmen aufgeteilt, von denen eine Georg Essl III. übernahm. Er führte damit die Sparte der Rucksackerzeugung weiter, die sein Vater nach dem Zweiten Weltkrieg aufgebaut hatte. Die heutige Georg Essl Rucksack und Taschenfabrik GmbH in Hermagor geht auf ihn zurück. Das Unternehmen betreibt die Produktion von und den Handel mit Rucksäcken und Taschen für die Bereiche Wandern, Bergsport, Reisen, Jagd und Fischerei, Militär und Armee, Schule und College sowie Business.

## Erfindung
Ende der 1960er Jahre entwickelte Georg Essl III. „Die Körpergerechte Schultasche Federleicht“. In diese Erfindung hatte er Erfahrungen beim Bergwandern und bei der Rucksackherstellung eingebracht.
Das neue Modell verfügte über eine Reihe von Vorteilen gegenüber den damals gebräuchlichen Schultaschen: Während diese aus Leder hergestellt wurden, welches sich bei Regen vollsog und das Gewicht der Tasche erhöhte, bestand die neue Schultasche aus einem reißfesten, wasserdichten Nylonstoff und blieb konstant leicht. Zudem war das Leergewicht geringer. Die Tasche war aber auch aufgrund ihres Hochformats anstelle des gängigen Querformats leichter zu tragen und trug so zur Vermeidung von Haltungsschäden bei Schülern bei. Die Rückenplatte war gepolstert, die Tragriemen breit und ebenfalls gepolstert; sie schnitten dadurch nicht mehr im Schulterbereich ein. Innen war die Tasche versteift. So wurden die Schulhefte und -bücher geschützt und geschont und ihr Gewicht ließ sich nun körpergerecht verteilen. Bodenschutzecken und -knöpfe trugen zur Schonung der Tasche von außen bei. Die Länge der neuen Tragriemen war außerdem stufenlos verstellbar, während bei den herkömmlichen Schultaschen zwecks Anpassung der Länge spitze Metalldorne in die gelochten Ledertragriemen eingesetzt wurden. Dies hatte den Nachteil, dass man sich an den Metalldornen verletzen konnte. Zudem dehnten sich die Lederriemen mit der Zeit und verloren an Festigkeit, wodurch die Taschen hin- und herzurutschen begannen und in der Folge die Rücken der Kinder gesundheitlich beeinträchtigten. Die Ausstattung der „Körpergerechten Schultasche Federleicht“ mit fluoreszierenden Signalfarben und Reflektoren erhöhte überdies die Verkehrssicherheit des Kindes auf dem Schulweg. Der Österreichische Rundfunk berichtete damals über die Entwicklung, Patentierung und Produktion dieser neuartigen Schultasche.
In seinem Buch „Über die Gier“ schrieb Georg Essl III., die von ihm zum Patent angemeldete Erfindung habe das deutsche Unternehmen Alfred Sternjakob in den 1970er-Jahren veranlasst, mit ihm einen Lizenzvertrag für die Produktion seiner Erfindung abzuschließen. Die Vertragsdauer habe sich auf sechs Jahre belaufen. Sternjakob habe diese Schultasche mit dem Markennamen Scout beworben. Nach Ablauf der sechs Jahre sei Sternjakob berechtigt gewesen, das Lizenzprodukt ohne Lizenzgebühr weiter zu produzieren und zu verkaufen. Das Unternehmen habe das Grundmodell danach laufend weiter entwickelt und verbessert. Unter der Marke Scout wurden bis heute mehr als 10 Millionen Schulranzen hergestellt.
Auch andere Hersteller ahmten nach Ablauf der Patente und Schutzrechte diese neue Bauart von Schultaschen nach. Die Leichtschultaschen setzten sich in der Folge auf dem deutschsprachigen Markt durch und verdrängten die herkömmlichen aus Leder.

## Sonstiges
2005 veröffentlichte Georg Essl III. das Buch „Über die Gier“, in dem er seine Erfahrungen mit Geschäften an der Börse und mit dem Roulette-Spiel in Spielkasinos verarbeitete.
Georg Essl III. ist der Bruder von Karlheinz Essl.